# Colonie (New York)
Colonie ist eine Stadt (Town) im Albany County im US-Bundesstaat New York.
Der Ort, zu dem etwa die Hamlets Latham mit dem Albany International Airport und Loudonville mit dem Siena College und dem Albany Rural Cemetery zu zählen sind, befindet sich an der nördlichen Stadtgrenze von Albany zwischen dem Mohawk River (hier Teil des Eriekanals) im Norden und dem Hudson River im Westen an der Bahnstrecke Albany–Eagle Bridge.

## Persönlichkeiten
- William T. Byrne (1876–1952), Politiker
- Nicholas T. Kane (1846–1887), Politiker
- Rollin B. Sanford (1874–1957), Politiker
- Philip Schuyler (1733–1804), General im Amerikanischen Unabhängigkeitskrieg